# 大崎市三本木亜炭記念館
大崎市三本木亜炭記念館（おおさきしさんぼんぎあたんきねんかん）は、宮城県大崎市にある亜炭の博物館である。

## 概要
仙台藩では幕末から亜炭の採掘が行われた。現在の宮城県大崎市三本木の大松沢丘陵などでは三本木亜炭が産出され、1920年代の仙台鉄道開通により、仙台市へ大量に供給された。
当館は、道の駅三本木内にある三本木亜炭をテーマにした博物館であり、館内の中央に重さ10トンの亜炭塊を展示する他、亜炭資料展示室では、最盛期の坑道が再現されており、また亜炭の性質や利用法、地域における採炭の歴史などを解説し、関連する資料を展示している。
館内には他に、写真展などが開かれる市民ギャラリーや、休憩室・トイレもあり、いずれも無料で利用できる。また建物の軒下には、亜炭の採炭が行われていた当時に使われていた、ダイハツ工業のオート三輪が展示されている。
当館は、大崎市が「大崎市三本木亜炭記念館条例」に基づいて、亜炭関連資料の収集・展示などを目的に設置している施設であり、2009年（平成21年）4月1日から2011年（平成23年）3月31日までの指定管理者に選定された株式会社大崎市三本木振興公社が、管理・運営を行っている。

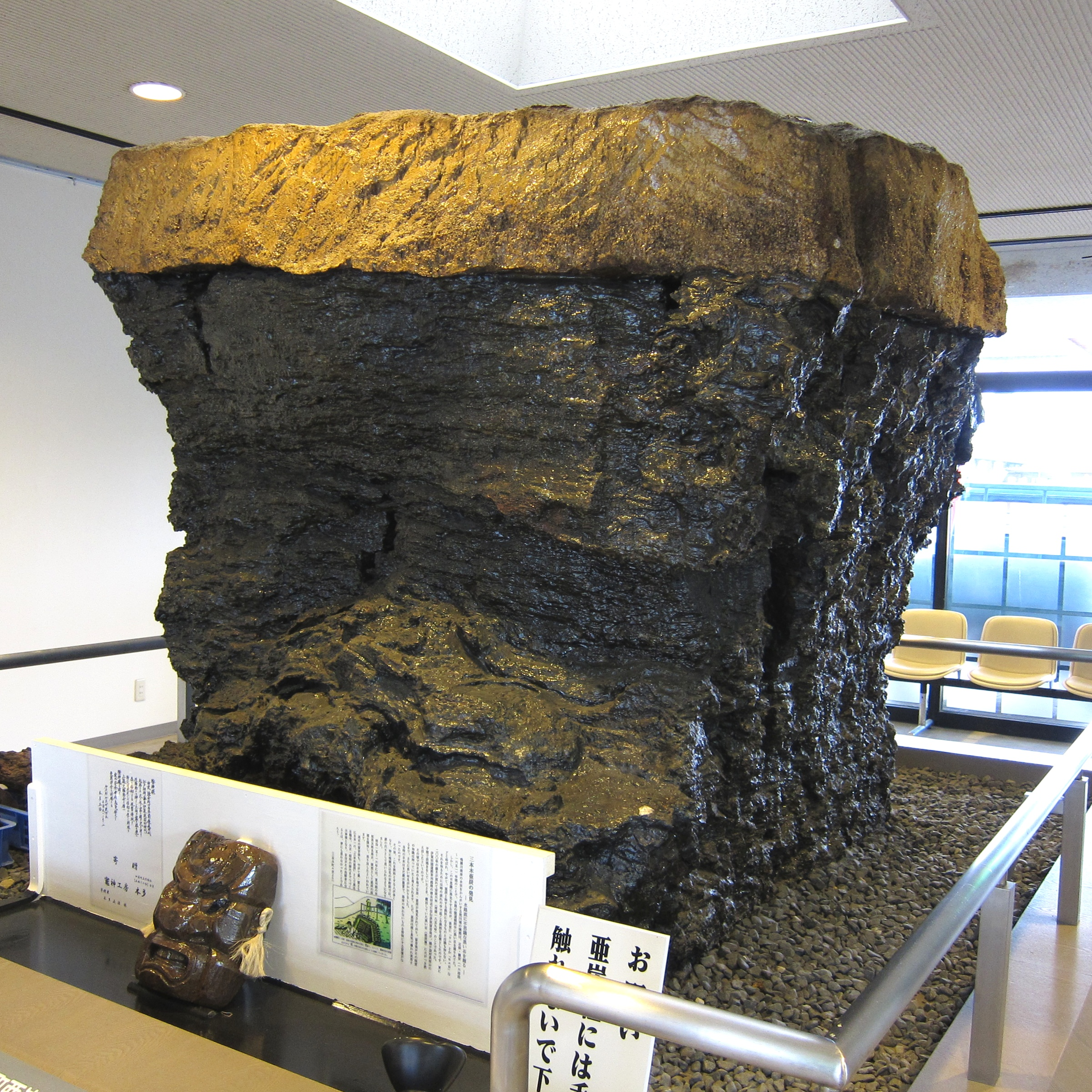
重さ10トンの亜炭塊
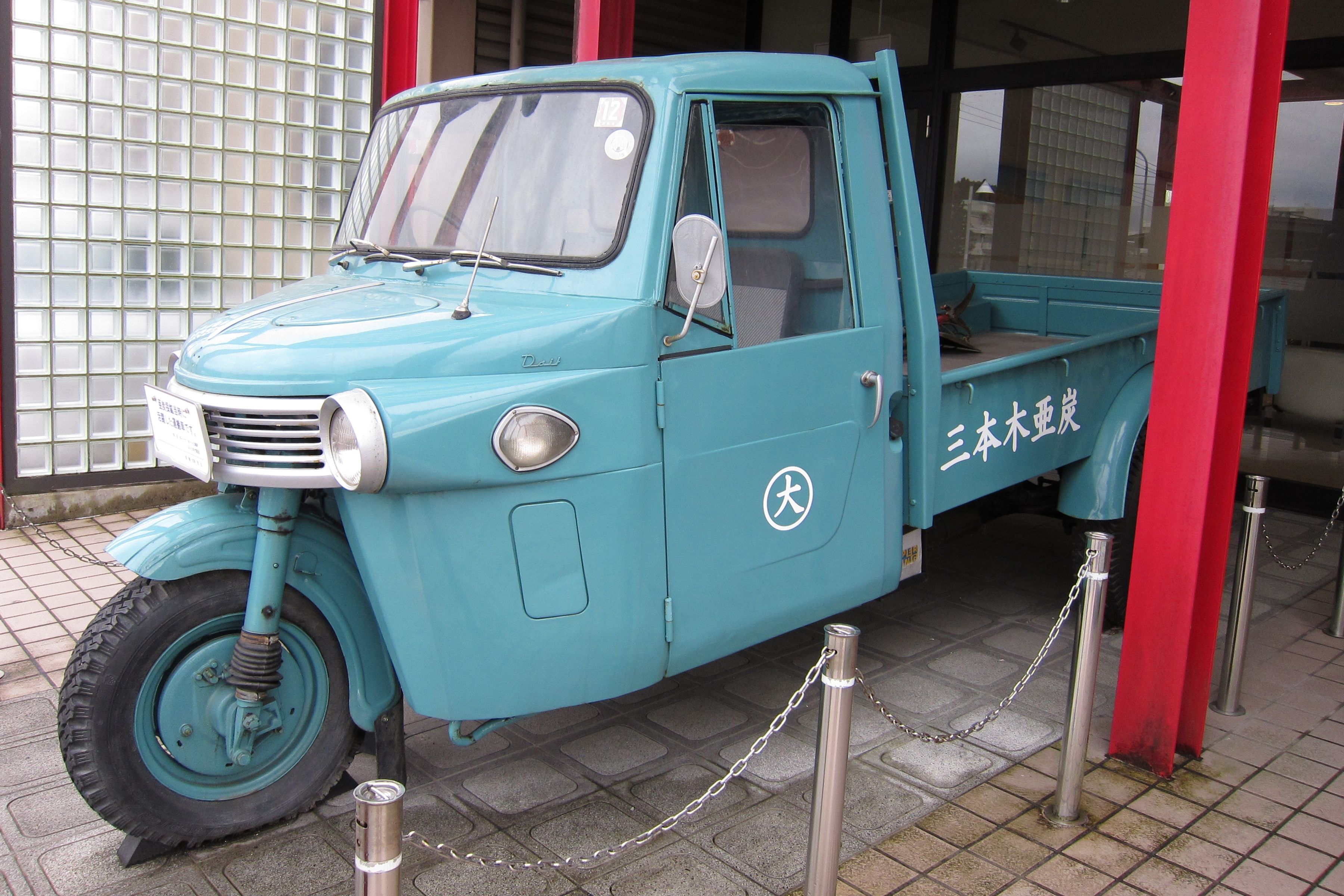
ダイハツ工業のオート三輪

## 沿革
- 1989年（平成元年）4月 - 「三本木町亜炭記念館」として開館
- 1995年（平成7年）4月11日 - 建設省東北地方建設局により道の駅に指定
- 2006年（平成18年）3月31日 - 自治体合併に伴って大崎市の施設となり、「大崎市三本木亜炭記念館」に改称。